# Крамськой Олександр Михайлович
Олекса́ндр Миха́йлович Крамсько́й (Яковлєв; справжнє прізвище Гешиктер; нар. 1865 — пом. 13 травня 1922, Київ) — театральний актор, антрепренер, драматург, книговидавець, адміністратор київського театру «Соловцов» 1902—1905 років.

## Життєпис
1884 року розпочав у Смоленську свою артистичну діяльність.
Працював антрепренером у М. В. Дальського, тримав антрепризу в Гродно (1887—1888), де виступав також як актор під сценічним ім'ям Яковлєв.
Виступав у Варшаві, Кишиневі, в Одесі (трупа О. Е. Блюменталь-Тамаріна), у Києві (1890, «Новий театр» в Купецькому саду).
Мав антрепризу у Вінниці й Одесі. При цьому два його невеликі театри на Ланжероні збанкрутіли.
1893 року за рекомендацією актриси М. І. Велізарій був запрошений М. М. Соловцовим до його київського театру, де успішно виступав до 1899 року як актор.
Згодом завдяки працелюбності й організаторським талантам став помічником і особистим секретарем М. М. Соловцова, вніс значний внесок в організацію будівництва театру на Миколаївській площі, який було відкрито 11 жовтня 1898 року. Тоді ж через постійне перебування на будівельному майданчику захворів на астму.
Після смерті Соловцова 1902 року за дорученням його вдови Марії Глєбової Крамськой став адміністратором театру, а художню частину театру очолив головний режисер Г. Г. Матковський.
З сезону 1906/1907 рр. антреприза перейшла до І. Дуван-Торцова, якого О. М. Крамськой для цієї ролі знайшов за дорученням нового власника театру Л. І. Бродського. При цьому, щоб отримати обіцяні Бродським за виконання цього доручення куртажні кошти в розмірі 4000 крб., Крамському довелось судитися.
Олександр Михайлович залишив Театр «Соловцов» і створив у орендованому на 12 років приміщенні будинку Попова на Хрещатику, 15 «Малий театр», який відкрився 1906 року.
Також 1909 року О. Крамськой сприяв А. М. Кручиніну у створенні другого російського драматичного театру в Києві «Драматичного театру Кручиніна».
Серед інших досягнень талановитого і працелюбного О. Крамського слід відзначити створення однієї з найкращих театральних бібліотек, а також його видавничу діяльність. 1902 року він видав ілюстрований «Альбом М. М. Соловцова 1891—1901», літопис життя театру за 10 років з описом усіх його вистав і гастролів. Як драматург відзначився переробкою для російської сцени жарту на 1 дію «Из-за Саши» Міхала Балуцького (1898) і комедією на 1 дію «Единая дочь с приданым».
Помер Олександр Крамськой у Києві 13 травня 1922 року.
Його син Б. О. Крамськой був актором.

## Ролі
- Гросман («Плоди просвіти» Л. Толстого)
- Вчитель («Бої метеликів» Г. Зудермана)
- Шпекін («Ревізор» М. Гоголя)
- Бітяговський («Цар Федір Іоанович» О. Толстого)
- Нотка («Ізмаїл» М. Бухаріна)
- Мисаїл («Борис Годунов» О. Пушкіна)
- Крутоносов («Чужі» М. Потапенка)
- ролі у п'єсах «Пропозиція» А. Чехова, у своєму водевілі «Первый блин комом» (Перший млинець нанівець), у «Невільниці» і «Провінціали» М. Балуцького, в «Кремонському скрипалеві» Ф. Коппе, у « Друзях-приятелях» князя Кугушева